# 733 a.C.

## Eventos
- Início do reinado de Nádio ou Nábio na Babilônia. Ele reinou por dois anos.[1]
- 734/735 a.C. - Bêl-dan, governador de Kalhu, magistrado epônimo da Assíria. Campanha dos assírios contra a Filístia.[2] Esta campanha na Filístia é identificada com a derrubada de Peca como rei de Israel e sua substituição por Oseias,[2] conforme II Reis 15:29
- 735/734 a.C. - Assur-dainani, governador de Mazamua, magistrado epônimo da Assíria. Campanha contra Damasco.[2]